# Рубія
Рубія (гал. Rubiá) — муніципалітет в Іспанії, у складі автономної спільноти Галісія, у провінції Оренсе. Населення — 1585 осіб (2009).
Муніципалітет розташований на відстані близько 350 км на північний захід від Мадрида, 75 км на схід від Оренсе.
Муніципалітет складається з наступних паррокій: О-Барріо-де-Каскалья, Біобра, Ковас, Оулего, Пардольян, О-Порто, Кереньйо, О-Робледо-да-Ластра, Рубія, А-Вейга-де-Каскалья.

## Демографія
Динаміка населення (INE ):

## Галерея зображень

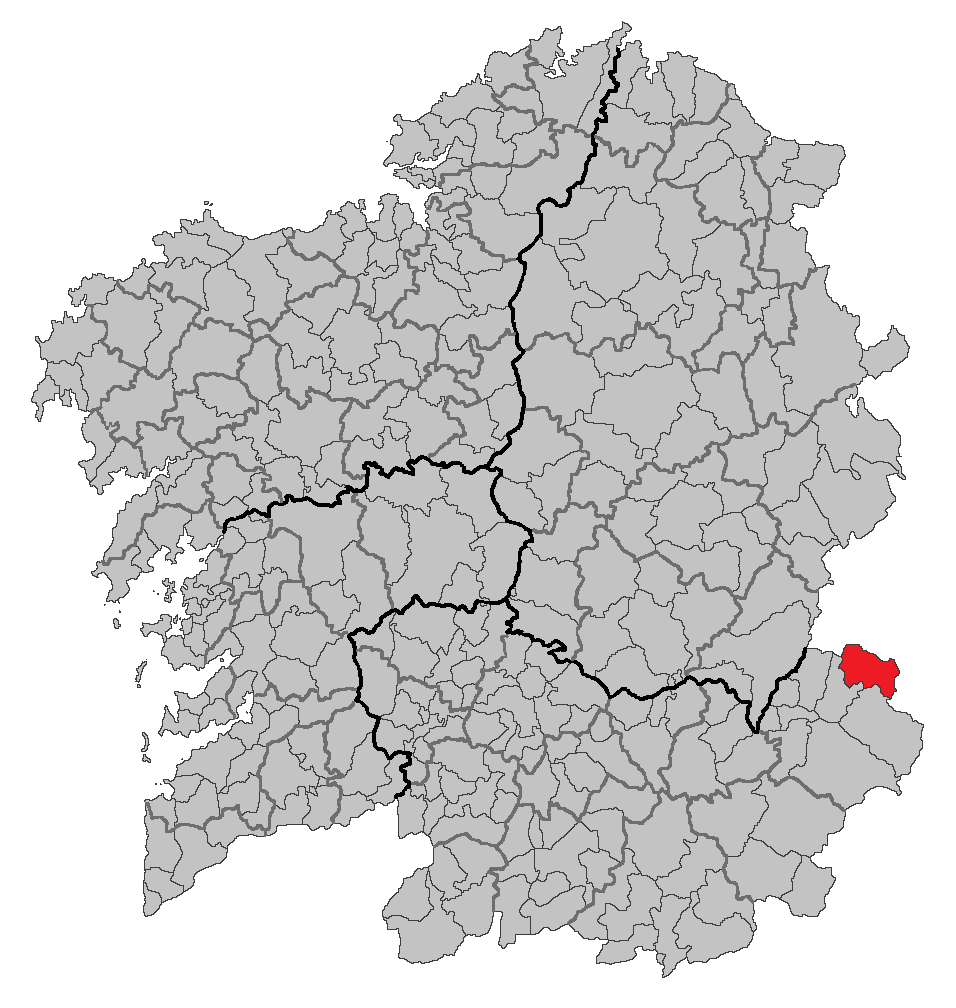
Розташування муніципалітету